# Ло, Леандро
Леандро Перейра до Насименто Ло (порт.-браз. Leandro Pereira do Nascimento Lo; 11 мая 1989, Сан-Паулу или Сан-Бернарду-ду-Кампу, Сан-Паулу — 7 августа 2022, Сан-Паулу) — восьмикратный чемпион мира по бразильскому джиу-джитсу. Также побеждал на чемпионате мира, Панамериканском чемпионате и бразильском национальном чемпионате по джиу-джитсу. Не знал поражений в лиге Copa Podio с 2011 по 2013 год. Чёрный пояс получил под руководством Цицерона Косты в Академии Цицеро Косты в Сан-Паулу, Бразилия В 2015 году создал команду «Братства Новой школы». Техника защиты Ло считалась непревзойдённой.
Восьмикратный чемпион мира по джиу-джитсу, Леандро Ло считался одним из главных имён в этом виде спорта. Последний чемпионат был выигран в июне 2022 года. В соцсетях боец назвал это достижение одним из самых важных в своей карьере и сказал, что эта победа была такой же замечательной, как и в первый раз, когда он стал чемпионом в 2012 году, 10 лет назад. У спортсмена 268 побед, в которых только в десяти случаях он применил удушающие или болевые приёмы и всего 39 поражений. Спортсмен был в разгаре подготовки к чемпионату, который состоялся 22 августа в Остине, штат Техас, США.

## Смерть
7 августа 2022 года Ло был ранен во время драки с офицером военной полиции на вечеринке в Сан-Паулу и скончался по дороге в больницу.
Обстоятельства гибели
Ло с друзьями присутствовал на концерте в ночном клубе в восточной части Сан-Паулу. По свидетельству очевидцев, к компании подошёл мужчина, взял со стола бутылку и замахнулся. Ло повалил нападавшего и прижал к земле. Присутствовавшие убедили Ло отпустить противника. Поднявшись, нападавший внезапно выхватил пистолет и выстрелил Ло в голову. По подозрению в убийстве 33-летнего чемпиона мира по джиу-джитсу Леандро Ло арестован офицер военной полиции Энрике Отавио Оливейра Велозо (порт. Henrique Otávio Oliveira Velozo). Он добровольно явился в воскресенье, 7-го августа 2022 года, в военную полицию Сан-Паулу. Секретариат общественной безопасности (SSP) сообщил о его предварительном аресте на 30 суток, после чего его доставили в военную тюрьму. Лейтенант Велозо был ранее осуждён за неуважение и нападение на коллег в военной форме в 2017 году, а в мае 2021 года приговорён судом военной юстиции к 9 месяцам лишения свободы за агрессию в отношении подчинённого и неуважение к офицеру. 
Прощание
Похороны состоялись 8 августа на кладбище Морумби. Широкое распространение в социальных сетях получила просьба матери погибшего, Фатимы Ло, почтить память своего сына. Более пятидесяти борцов пришли на похороны в ги — кимоно для занятий бразильским джиу-джитсу.  «Кимоно — это форма почтения», — объяснил Отавио де Алмейда Младший, президент Федерации джиу-джитсу Сан-Паулу, — «Это было стихийное решение борцов». По оценкам работников кладбища, стихийная толпа почитателей составила от 200 до 300 человек.